# Powiat starodubowski
Powiat lub ujezd starodubowski – dawny powiat, powstały w 1618 roku w ramach województwa smoleńskiego Litwy w I Rzeczypospolitej. Siedzibą powiatu był Starodub. Po pokoju Grzymułtowskiego ostatecznie przeszedł do Rosji, zajmując północno-wschodnią część guberni czernihowskiej.